# 7387 Малбіл
7387 Малбіл (7387 Malbil) — астероїд головного поясу, відкритий 30 січня 1982 року.
Тіссеранів параметр щодо Юпітера — 3,469.